# Protostoria del Vicino Oriente

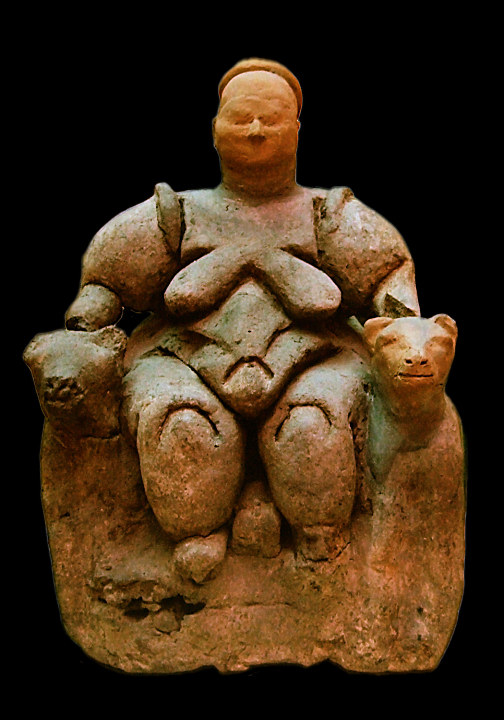
La "Dea Madre" seduta, con accanto due leonesse: originariamente da Çatalhöyük, in Turchia, è un reperto neolitico (6000-5500 a.C. ca.), oggi al Museo della Civilizzazione Anatolica, Ankara

La protostoria del Vicino Oriente tratta il periodo in cui, tra i gruppi umani del Vicino Oriente, si diffusero e affermarono nuove tecniche di produzione del cibo e del vestiario, con l'avvento dell'agricoltura, dell'allevamento e della tessitura. La fase, collocata a partire dal 15.000 a.C., è detta protostorica in quanto priva della scrittura.
Nel paleolitico, gli esseri umani avevano vissuto secondo un modello detto di caccia e raccolta, che consisteva nella raccolta di risorse alimentari e nella migrazione, allorquando tali risorse si esaurivano. Caccia, pesca e raccolta di molluschi si integravano con frutta, semi e radici. Non è chiaro perché gli esseri umani si siano progressivamente rivolti ad un modello diverso, fondato sull'agricoltura ed una vita stanziale. Gli studi etnografici sembrano infatti indicare che la vita dei primi coltivatori fosse più impegnativa di quella dei cacciatori-raccoglitori. Secondo alcune ipotesi, è possibile che il desiderio di vivere in comunità più vaste abbia giocato un certo ruolo in questa scelta e alcuni siti archeologici mostrerebbero una sorprendente volontà di cooperare alla produzione di monumenti di vasta portata, forse di natura religiosa (un esempio notevole è Göbekli Tepe).

## Paleolitico medio e superiore
Vi sono pochi ritrovamenti risalenti al Musteriano (120.000-40.000 a.C.). Le prime tracce di presenza umana sono state trovate nel Monte del Precipizio (Palestina, 100000-90000 a.C.), a Shanidar (Iraq), nel nord-ovest dell'Iran e sul Monte Carmelo (Palestina), risalenti almeno a 60.000 anni fa (grotta di Kebara). Tutto il materiale finora pervenutoci, più che da veri e propri insediamenti (seppur temporanei), è stato ritrovato all'interno di grotte, frequentate stagionalmente, nei pressi delle varie catene montuose. Le grotte venivano anche usate come luogo di sepoltura (ad esempio, quelle del Monte Carmelo).

## Epipaleolitico

### Caccia e raccolta
Una prima fase dell'epipaleolitico è stata definita da Robert John Braidwood «periodo di caccia e raccolta intensificata» (ca. 15.000-10.000). L'insediamento era ancora di tipo trogloditico (cioè in caverne) e le comunità erano formate da 40-50 individui al più. Vivevano seguendo gli animali che sostentavano la loro dieta. Gli uomini non avevano ancora sviluppato nessuna tecnica di produzione o conservazione del cibo e la sussistenza restava una sfida quotidiana.
Rispetto al paleolitico sussistevano però due differenze importanti:
- le specie cacciate erano di dimensioni minori (si trattava di gazzelle in Palestina, di ovini sui Monti Zagros e di caprini per tutta l'area).
- gli animali non venivano più abbattuti in modo indiscriminato: si tentava piuttosto di salvaguardare la consistenza del gregge, attraverso una forma che era di controllo, anche se non ancora diretto.[2]

Interessanti furono anche gli sviluppi della raccolta di graminacee e leguminose: intensificandosi e specializzandosi in qualche modo, la raccolta dei semi produsse involontariamente una diffusione e una selezione dei semi.
L'industria litica si diresse verso il microlitismo. Apparvero i primi pestelli, che permisero di frantumare la dura gluma che ricopriva i chicchi delle graminacee spontanee. Intorno al 10.000 a.C. fu addomesticato il cane.
Le culture di maggior rilevanza si trovano in Palestina (Kebara) e in Iraq (Zarzi).

### Produzione incipiente
Braidwood individua poi una seconda fase, detta «periodo della produzione incipiente» (ca. 10.000-7500). Iniziò in questa fase l'addomesticamento delle greggi, con il conseguente utilizzo di latte e lana, e i primi esperimenti di coltivazione.
L'uomo iniziò ad abbandonare gradualmente il nomadismo e si possono ipotizzare almeno insediamenti mobili prolungati. Questi erano situati, quasi totalmente, in zone di bassa montagna, così da avere a disposizione, a corto raggio, una certa gamma di unità ecologiche diverse che garantissero varietà di cibo (per mezzo di un loro sfruttamento in successione o contemporaneo), anche in diversi periodi dell'anno.
L'articolarsi di una relazione costante tra l'uomo e questi panorami ecologici raccolti e protetti (le vallate e i bacini intramontani) regolarizzò il nomadismo, rendendolo una sorta di "pendolarismo", finalizzato all'utilizzo di risorse diverse, collocate in contesti prossimi. Intorno al 10.000 a.C. il clima migliorò (si fece mediamente più caldo e più umido) e le precipitazioni furono sufficienti a sostenere una costante copertura erbacea e l'infittirsi della foresta (querce e pistacchi).
I siti guida della fase della «produzione incipiente» si trovano nella fascia pedemontana degli Zagros: Shanidar e Zawi Chemi, ma anche Kamir Shahir (nel Kurdistan), Ganjdareh e Asiab (nel Luristan) e Bus Mordeh (nel Khuzistan). Esiste  però anche una sequenza "palestinese", rappresentata prima dalla cultura natufiana (in Palestina e nella Siria del medio Eufrate) e poi dal Neolitico preceramico A. La sequenza palestinese è ritenuta precoce rispetto a quella attestata sui monti Zagros.
Le abitazioni (abbandonate ormai le caverne) erano di due tipi: quelle stagionali, che dipendevano dallo spostamento della selvaggina, e quelle permanenti, attorno a cui iniziarono le coltivazioni. Le abitazioni permanenti erano costituite da capanne circolari con base seminterrata. Un'importante innovazione, che riguardò gli stanziamenti ormai stabili, fu quella dei sili: questi erano scavati e intonacati per la conservazione del cibo. Cominciò a diffondersi l'ereditarietà e la proprietà privata. Le sepolture riguardavano sia singoli che famiglie.
L'economia si basava essenzialmente su caccia e raccolta di frutti e piante, e pesca. Questo tipo di sussistenza proseguì anche durante l'inizio della produzione autonoma di cibo ("economia mista"), in quanto i primi tentativi di agricoltura (einkorn, farro, orzo e alberi da frutto) e allevamento (principalmente caprovini e bovini) davano risultati ancora troppo precari perché fossero adottati come unica fonte di sostentamento. La caccia e la pesca continuarono a migliorare grazie ai progressi litici, con la produzione di punte di freccia, ami e arpioncini, ma anche falcetti per la raccolta del cibo.
Se il progressivo addomesticamento andò a buon fine con alcuni piccoli ruminanti (che sviluppavano con gli uomini una sorta di seminale simbiosi), in alcuni casi (la gazzella, ad esempio), non fu superato questo stadio, che anzi retrocederà, in definitiva, al mero rapporto venatorio. Oltre all'uso del latte e del pelo, il mutato rapporto tra uomini e bestie si sostanziò anche di un'importante modificazione nell'approccio venatorio: progressivamente, vennero abbattuti solo gli esemplari maschi. L'addomesticamento in sviluppo è riscontrabile in evidenti modifiche morfologiche negli animali. Ad esempio, le pecore svilupparono un pelo lungo, utilizzabile per la tessitura, mentre i cani domestici accettarono progressivamente di mangiare cereali, cosa che i loro antenati non avrebbero mai fatto. Gli stessi uomini cambiarono: alcuni di essi svilupparono enzimi utili alla digestione di latte animale non processato. Analoghe modifiche morfologiche si riscontrano nelle specie vegetali che entrarono in rapporto con gli uomini: i primi esperimenti di coltivazione possono essere stati indotti dai reiterati raccolti delle graminacee spontanee e dall'intervenuta abitudine di veicolare le semenze verso gli abitati.
I contatti diretti tra le varie comunità sembrano essere stati quasi inesistenti. Ciò è dovuto alle grandi distanze tra i vari abitati (i cui limiti territoriali erano molto vasti) e alle conseguenti barriere naturali intercorrenti tra essi.
Verso la fine di questa fase si hanno prove certe di coltivazione: l'esempio più clamoroso è quello di Mureybet (sul medio Eufrate), dove einkorn e orzo selvatici erano coltivati al di fuori della loro zona naturale di diffusione. Analogo sviluppo può essere rappresentato dal farro e dall'orzo di Gerico.

## Neolitico

### Neolitico preceramico
| Schema cronologico della rivoluzione neolitica |                                 |                                              |                                                       |                                 |                                  |                                                          |                             |                        |
| 15000                                          | Periodizzazione                 | Palestina                                    | Siria                                                 | Tauro                           | Anatolia                         | Kurdistan                                                | Luristan                    | Khūzestān              |
| 10000                                          | Caccia e raccolta intensificata | Kebara                                       |                                                       |                                 |                                  | Zarzi                                                    |                             |                        |
| 7000                                           | Produzione incipiente           | Natufiano (10000-8500) PPNA (8000-7300)      | Natufiano (10000-8500) PPNA (8000-7300)               |                                 | Hagilar aceramico (7500-7000)    | Zawi Chemi Shanidar (9000-8000) Karim Shahir (7500-7000) | Ganjdareh Asiab (8000-7500) | Bus Mordeh (7500-6500) |
| 6000                                           | Neolitico aceramico             | PPNB (Gerico) (7000-6000) Beidha (7000-6000) | PPNB (Mureybat) (ca. 6500) Buqros, el-Kom (6500-6000) | Çayönü (7500-6500) Giafer Hüyük | Çatalhöyük aceramico (7000-6000) | Jarmo aceramico (6500-6000)                              | Tepe Guran (6500-6000)      | Ali Kosh (6500-6000)   |

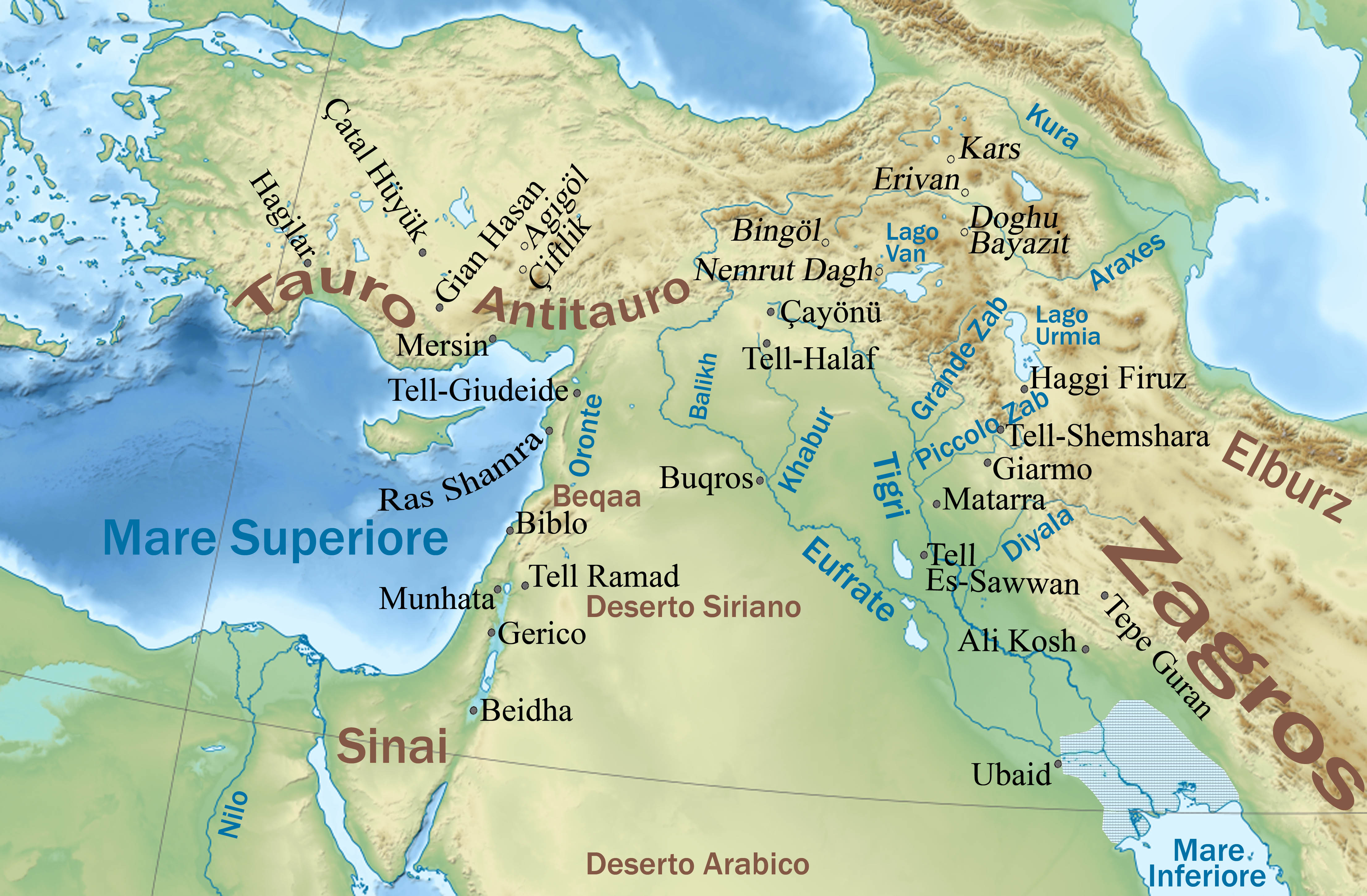
Siti protostorici del Vicino Oriente all'epoca dei primi commerci di ossidiana (le dimensioni del Golfo Persico sono quelle ipotizzate per il 3000 a.C.)

L'agricoltura permise all'uomo neolitico di stabilirsi per lungo tempo nella stessa area. Le diverse culture archeologiche del periodo 9000-5000 a.C. mostrano una certa stabilità areale, mentre le comunità si ingrandirono, risultato della loro capacità di sfamare sempre più persone. In buona parte del Vicino Oriente antico si praticava l'aridocultura, lì dove le precipitazioni raggiungevano almeno i 200 mm annui di pioggia. L'isoieta di 200 mm è nel Vicino Oriente un arco che va dal Levante al Golfo Persico. L'agricoltura pluviale è possibile solo con 400 mm annui di pioggia. A sud della isoieta di 400 mm, l'agricoltura era possibile solo con il supporto di corsi d'acqua.
Il periodo del neolitico preceramico (PPN: Pre-Pottery Neolithic), detto anche aceramico, (ca. 7500-6000 a.C.) può essere inteso come un neolitico pressoché "pieno". È in questa fase che si produsse la totale sedentarietà, in case di mattoni crudi o fango. La nuova struttura dell'abitazione, sviluppata a partire dal IX millennio, era quadrangolare: rispetto alla capanna circolare, che rappresentava l'abitato di un nucleo senza prospettiva di ampliamento, questo nuovo formato era intrinsecamente aperto a nuovi aggregati. Questi potevano accentrarsi su un cortile o disporsi a scacchiera (di quest'ultima tipologia sono gli abitati di Gian Hasan III in Anatolia o di Buqros sul medio Eufrate). La casa è, tra gli elementi della vita sedentaria, quello più riconoscibile al livello archeologico. È possibile associare il passaggio dall'abitazione circolare a quella rettangolare al formarsi di una gerarchia sociale e all'uso specializzato delle stanze.
Molto importante era in questa fase la cooperazione interfamiliare all'interno dei villaggi, che arrivavano a contare anche 250-500 individui. Caso clamoroso di cooperazione interfamiliare sono le fortificazioni di Gerico. Sempre a Gerico si riscontrano "chiare espressioni ideologiche della struttura patriarcale": i crani degli antenati venivano conservati e i lineamenti del volto ripresi sul teschio mediante l'uso di argilla.
Villaggi con abitati quadrangolari, coltivazione di graminacee e leguminose, allevamento di caprovini e suini (e più avanti anche di bovini) sono quelli appartenenti al Preceramico B in Siria e Palestina, oltre a Çayönü e Giafer Hüyük nella zona pedemontana del Tauro, Giarmo nel Kurdistan, Tepe Guran nel Luristan e Ali Kosh nel Khuzistan.
I villaggi risentirono positivamente dei nuovi risvolti (proprietà dei mezzi di produzione e trasmissione ereditaria): le comunità natufiane si installavano in superfici di circa 2-3000 m²; nel Preceramico A si passò a 2-3 ettari, che diventeranno in media 10 nel Preceramico B. I nuclei abitati erano del tutto autonomi, ma i contatti si ampliarono e arrivano a coprire anche distanze di discreta lunghezza, come testimonia la reperibilità di certi materiali (pietre dure, metalli, conchiglie): in particolare, si sviluppò un commercio dell'ossidiana (dall'Anatolia e dall'Armenia), mentre le conchiglie giungevano dal Mediterraneo, dal Mar Rosso, dal Golfo Persico. Ci si scambiava insomma materiali di pregio e di poco ingombro (non il cibo, dunque).

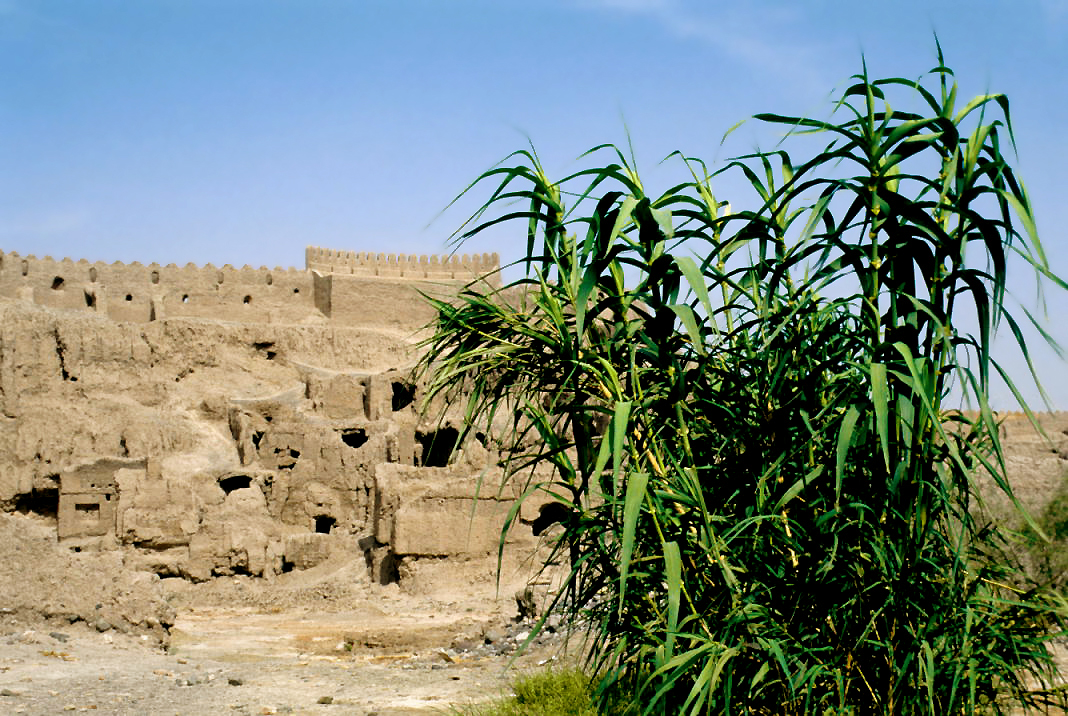
Canne nei pressi della cittadella di Bam (Arg-e Bam), nei pressi di Kerman, Iran

Irrigazione a solco mesopotamica

Intorno al VII millennio, la ceramica cotta prese a sostituire l'argilla per la fabbricazione dei vasi usati per stoccare i cereali. Tale avanzamento tecnologico facilitò la cottura dei cibi e agevolò la conservazione di beni alimentari. La produzione ceramica finirà per fornire agli archeologici un eccezionale strumento di datazione, anche considerando che si trattava di una tecnologia in continua evoluzione. Intorno al 7000, il Vicino Oriente ospitava villaggi ormai completamente agricoli, posti a nord della isoieta di 400 mm. È dopo il 7000 che si svilupparono comunità agricole nelle pianure della Mesopotamia, in particolare nell'Alta Mesopotamia, dove le precipitazioni erano insufficienti. Per far ciò, si usavano tecniche già sviluppate nel Levante, ma che in zone aride sono imprescindibili: l'uomo iniziò a condurre l'acqua dove normalmente non arrivava. Con ciò mutò profondamente anche il suo rapporto con le piante. Se prima l'uomo era riuscito ad agevolare la crescita di certe piante nelle loro aree di sviluppo naturale, in questa fase egli le introdusse in aree dove naturalmente non crescevano e dipendevano interamente dalla sua assistenza. Lo sviluppo dell'attività agricola in Mesopotamia fu certamente assai impegnativo per l'uomo protostorico: mentre il Nilo, infatti, è in piena nella tarda estate, proprio nel periodo della semina, il Tigri e l'Eufrate esondano invece in tarda primavera, quando hanno intorno piante già cresciute, che ricevono danno dall'eccesso di acqua; nel periodo della semina, al contrario, i fiumi mesopotamici hanno portata minima, di modo che l'acqua deve essere veicolata, tanto per condurla in certe aree quando manca quanto per contenerla quando è in eccesso. La costruzione di infrastrutture utili allo scopo (argini, dighe, bacini artificiali) implica una piena coscienza dei cicli naturali (i cicli dell'acqua e i cicli agricoli, nonché la loro intersecazione): inizialmente, una pianificazione e un'organizzazione attenta fu necessaria almeno al livello del singolo villaggio. L'Eufrate in particolare, scorrendo in un territorio assai piatto, è pressoché privo di valle ed è quindi soggetto a esondazioni disastrose per le attività umane. Ogniqualvolta un suo braccio esondava, il limo accumulato sviluppava via via argini naturali, che potevano eventualmente essere artificialmente modificati per la costruzione di canali. La sedimentazione naturale faceva comunque sì che i letti dei vari corsi d'acqua fossero più elevati dei campi intorno.
Nonostante le grandi difficoltà legate al territorio mesopotamico, come l'assenza di un drenaggio naturale delle acque, la tendenza dell'acqua ad evaporare a fronte delle alte temperature, il grande rischio della salinizzazione dei terreni, l'agricoltura irrigua si sviluppò in aree sempre più vaste dell'alluvio, attratta anche da altre caratteristiche del territorio, quali la grande abbondanza di risorse nelle paludi meridionali (in particolare, la canna, il pesce, diversi alimenti per animali ecc.). Tra il 6000 e il 5500, anche in Bassa Mesopotamia il villaggio agricolo come insediamento stabile divenne caratteristico del territorio.

### Il neolitico pieno e la crisi del VI millennio

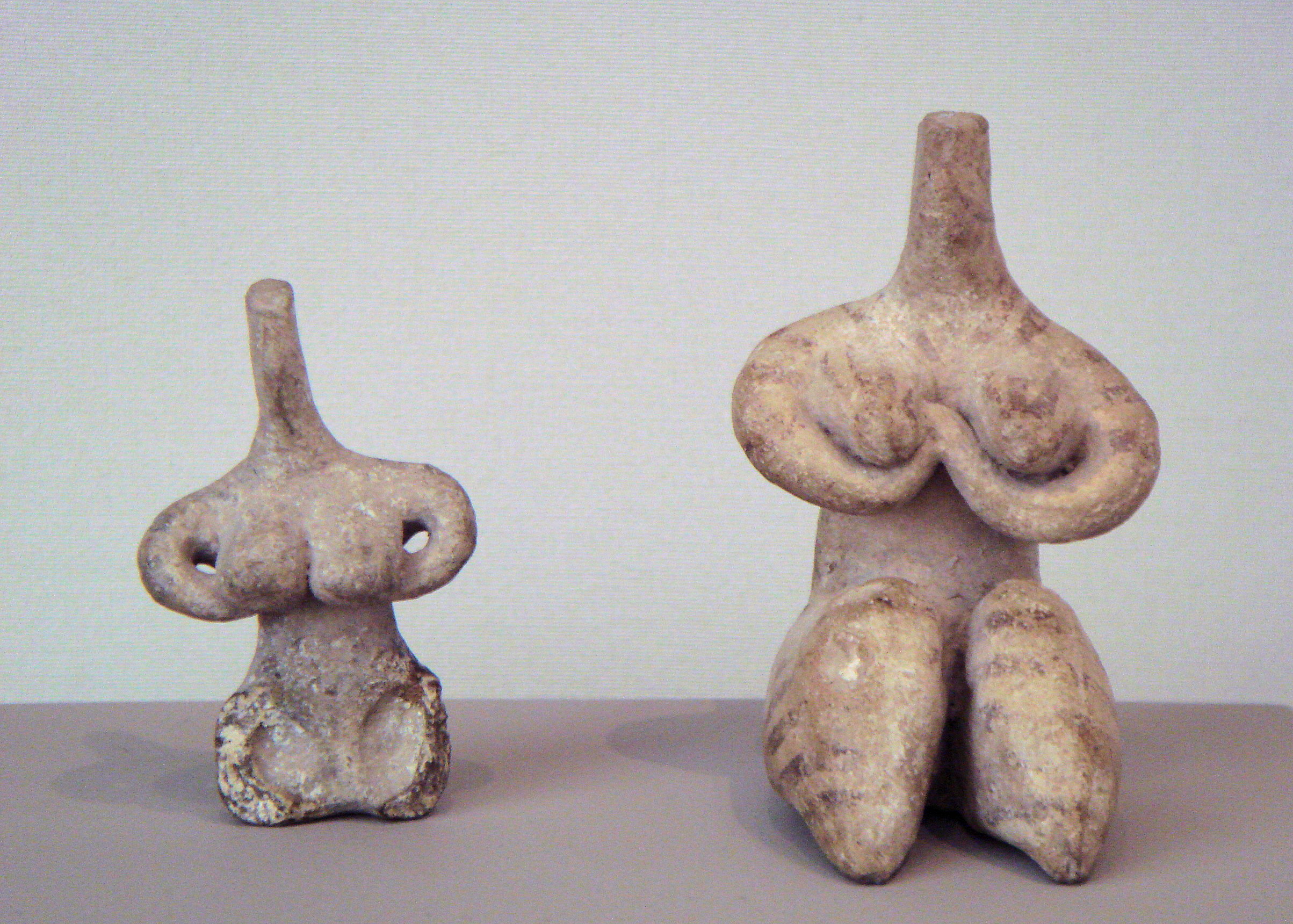
Tipiche figurine fittili della Cultura di Halaf, che rappresentano donne senza testa con seni e cosce in evidente sproporzione e associabili al tema della fertilità e della maternità. Le due figurine sono del VI millennio a.C. Quella a destra (AO 21095) misura circa 8 cm in altezza; quella a sinistra (AO 21096) circa 6 cm.

Il periodo che va dal 6000 al 4500 a.C. è indicato generalmente come "neolitico pieno". L'affermarsi dei nuovi caratteri nell'economia di sussistenza (agricoltura e allevamento) fu accompagnato da nuove tecniche di manifattura (tessitura, lavorazione della ceramica e del rame martellato) e l'ovvio perfezionamento e specializzazione di quelle già esistenti (punte di freccia, falcetti, strumenti per la lavorazione delle pelli, per la tosatura e la macellazione).
Due caratteristiche delle culture neolitiche del Vicino Oriente si impongono all'attenzione. Innanzitutto, la loro grandissima ampiezza geografica. Si trattava di comunità minute organizzate in villaggi, eppure vi sono tracce della diffusione ad ampio raggio di diversi tratti culturali nelle industrie ceramiche. Ad esempio, la Cultura di Halaf, originatasi negli Zagros centrali, giunse fino al Mediterraneo, come risulta dalla diffusione delle caratteristiche figurine fittili. Per altro verso, il commercio copriva vasti aree, come nel caso dell'ossidiana, commerciata dall'Anatolia centrale e diffusa in tutto il Vicino Oriente.
Un'altra caratteristica centrale delle culture neolitiche del Vicino Oriente fu la loro longevità. La Cultura di Halaf, ad esempio, durò almeno 1000 anni, prima di cedere il passo alla Cultura di Ubaid, che invece durò quasi 2000 anni.

#### Principali culture del neolitico pieno in Mesopotamia
Cultura di Haggi Muhammad
     Cultura di Samarra
     Cultura di Halaf
     Cultura di Hassuna
     Culture "tipo Halaf"
     Ceramiche anatoliche
     Amuq D e neolitico ceramico B palestinese
     (area di Biblo): neolitico medio di Biblo

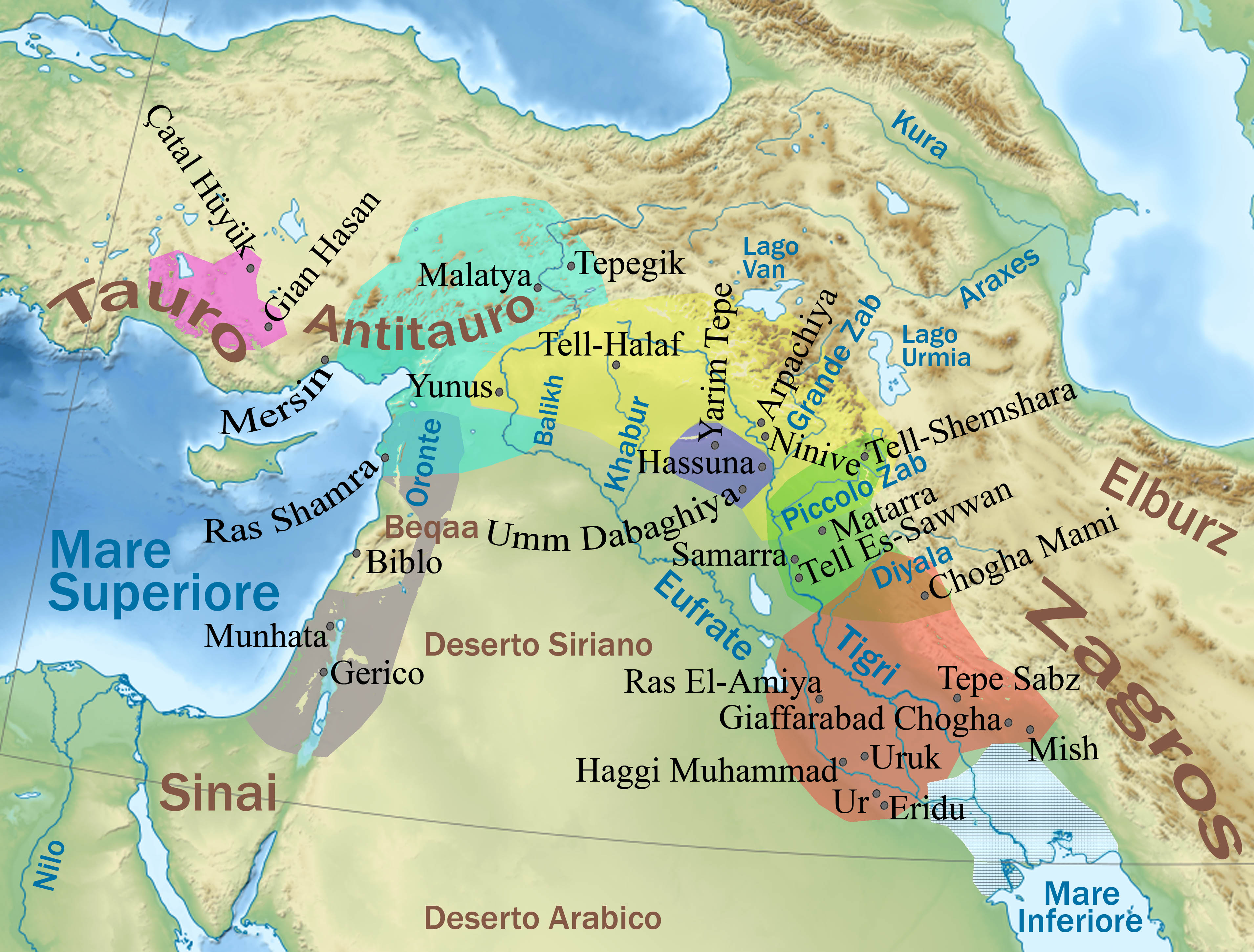
Zone di influenza delle diverse culture nel periodo medio Halaf, 5600-4500 a.C. (le dimensioni del Golfo Persico sono quelle ipotizzate per il 3000 a.C.)
Legenda (da sudest a nordovest approssimativamente):
Cultura di Haggi Muhammad
Cultura di Samarra
Cultura di Halaf
Cultura di Hassuna
Culture "tipo Halaf"
Ceramiche anatoliche
Amuq D e neolitico ceramico B palestinese
(area di Biblo): neolitico medio di Biblo

Per la fase pienamente neolitica e poi calcolitica, tra il 7000 e il 3800 a.C., gli archeologi sono stati in grado di delineare una sequenza di culture basate sullo stile ceramico:
- Cultura di Hassuna, Alta Mesopotamia, con aridocoltura (VII millennio).
- Cultura di Samarra, agricoltura irrigua sul medio Tigri, tra i fiumi Piccolo Zab a nord e Diyala a sud (tardo VII millennio).
- Cultura di Halaf, Alta Mesopotamia con diramazioni anche nel Levante, con aridocoltura (VI millennio).
- Cultura di Ubaid, Bassa Mesopotamia: intorno al 4500, questa cultura si sostituì a quella di Halaf tanto nel nord quanto sui Monti Zagros.

Per quanto riguarda l'Alta Mesopotamia, la prima cultura ceramica della zona è quella di Umm Dabaghiya. Si sviluppa poi una cultura, quella di Halaf (Halaf antico, sul sito di Arpachiya: 5600-5300; Halaf medio: 5300-4800; Halaf tardo: 4800-4500) che si diffuse, dalla fase media, in tutta la Mesopotamia e oltre, fino al Mediterraneo: la massima espansione culturale conosciuta fino a questo periodo.
Quanto alla Bassa Mesopotamia, questa zona, precedentemente paludosa e quasi inutilizzabile fino a che non venne gradualmente compiuta un'opera di drenaggio e canalizzazione delle acque (che nella fase neolitica vide finalmente il suo inizio), cominciò a venire pian piano popolata. Il sorgere della importante Cultura di Eridu (spesso indicato come "Ubaid antico") vide in questa fase la luce e arrivò a comprendere le aree che saranno poi Sumer, Akkad ed Elam. Essa si caratterizza soprattutto per la lavorazione della ceramica, ma presso gli strati 15-17 (ca. 5000) per la prima volta troviamo tracce di quella che sarà definita la rivoluzione urbana: edifici (seppur piccoli) dedicati esclusivamente al culto. L'avvento di Eridu avviene mentre nel Khuzistan continua la sequenza locale, in particolar modo a Mohammad Giaffar e Tepe Sabz (successive ad Ali Kosh). Il processo che ha delineato la Cultura di Eridu resta sconosciuto: le sue tracce potrebbero essere sepolte sotto il piano di alluvio o provenire da altri luoghi, forse proprio il Khuzistan. A Eridu il sostentamento era affidato alla pesca e all'agricoltura irrigua. Uno sviluppo della Cultura di Eridu è rappresentato da quella di Haggi Muhammad, nei pressi di Uruk: tale cultura si sviluppò da sud (Eridu, appunto) fin nei pressi di Kish (precisamente a Ras el-'Amiya), superò il Tigri e si incontrò a Choga Mami con gli ultimi sviluppi della Cultura di Halaf. La fase di Khazineh, nel Khuzistan, è anch'essa una propaggine di Haggi Muhammad. Rispetto alla coeva Cultura di Halaf, la Bassa Mesopotamia si affidò alla cerealicoltura irrigua e all'allevamento bovino (a Ras el-'Amiya esso è rappresentato dal 45% delle ossa ritrovate), con ciò rispondendo ad un contesto ecologico assai diverso rispetto a quello di Halaf. Su queste basi si svilupperà la Cultura di Ubaid, che diverrà motore di una unificazione culturale del Vicino Oriente e che rappresenta una sorta di cesura nel passaggio dal neolitico al calcolitico (termine che peraltro Liverani reputa scorretto, in quanto riferito ad una fase ancora neolitica, in cui semplicemente alcuni ritrovamenti di manufatti metallici attesterebbero l'uso di una pietra malleabile piuttosto che un'autentica metallurgia). Al contrario, Halaf entrò in crisi e scomparve, per ragioni che non sono state ancora spiegate in modo soddisfacente.

#### Altre culture neolitiche del Vicino Oriente
| Schema cronologico del neolitico del Vicino Oriente | Schema cronologico del neolitico del Vicino Oriente | Schema cronologico del neolitico del Vicino Oriente | Schema cronologico del neolitico del Vicino Oriente                            | Schema cronologico del neolitico del Vicino Oriente | Schema cronologico del neolitico del Vicino Oriente | Schema cronologico del neolitico del Vicino Oriente | Schema cronologico del neolitico del Vicino Oriente |
| 6000                                                | Khabur                                              | Gebel Singiar Assiria                               | Medio Tigri                                                                    | Bassa Mesopotamia                                   | Khuzistan                                           | Anatolia                                            | Siria                                               |
| --------------------------------------------------- | --------------------------------------------------- | --------------------------------------------------- | ------------------------------------------------------------------------------ | --------------------------------------------------- | --------------------------------------------------- | --------------------------------------------------- | --------------------------------------------------- |
| 5500                                                |                                                     | Umm Dabaghiya                                       |                                                                                |                                                     | Muhammad Giaffar                                    | Çatalhöyük (6300-5500)                              | Amuq A                                              |
| 5200                                                | Halaf antico                                        | Hassuna                                             | Samarra antico (5600-5400) Samarra medio (5400-5000) Samarra tardo (5000-4800) |                                                     | Susiana A                                           | Hagilar Mersin 24-22                                | Amuq B                                              |
| 4800                                                | Halaf medio                                         | Hassuna tardo Gawra 20                              | Samarra antico (5600-5400) Samarra medio (5400-5000) Samarra tardo (5000-4800) | Eridu (= Ubaid 1) Eridu 19-15                       | Tepe Sabz                                           | Hagilar Mersin 22-20                                | Amuq C                                              |
| 4500                                                | Halaf tardo                                         | Gawra 19-18                                         |                                                                                | Haggi Muhammad (= Ubaid 2) Eridu 14-12              | Khazineh Susiana B                                  | Gian Hasan Mersin 19-17                             | Amuq D                                              |

Se inizialmente furono le nicchie ecologiche di piccole dimensioni e le interfacce ravvicinate a configurarsi come punte del progresso tecnologico umano, esse persero questo primato quando tali sviluppi vennero esportati (insieme alle piante e agli animali addomesticati) in contesti geograficamente più vasti, in particolare gli altipiani anatolico e iranico, oltre ovviamente all'alluvio mesopotamico. Si tratta di una diffusione a macchia.
- Anatolia - In generale, nel «periodo della produzione incipiente» solo la zona pedemontana meridionale del Tauro venne coinvolta nei processi di sviluppo tecnologico e sociale. Successivamente, con il neolitico "pieno", tali culture umane oltrepassarono la catena montuosa a nord, ma restò disabitata e coperta da boschi la parte settentrionale della penisola. Il sito più antico e più vasto è Çatal Hüyük (ca. 6500-5500, diviso in 14 strati), caratterizzato per industria litica, ceramica (anche se non dipinta) e soprattutto per il vasto quadro cultuale, che possiamo ricavare da circa un terzo delle sue abitazioni, le quali arrivavano a coprire nel complesso una superficie di 600 per 350 m².[26] Altri siti guida di questo periodo sono per l'Anatolia Hagilar e Gian Hasan (4900-4500). Gli strati di quest'ultimo corrispondono al livello I di Hagilar. A Gian Hasan si trovano abitazioni monocellulari, addossate le une alle altre: pilastri interni rafforzano i muri, invadendo così buona parte dello spazio domestico. La ceramica è quella del tipo rosso su crema. Successivamente si sperimenta la policromia, forse sulla base dell'influenza orientale di Halaf.[27] Un altro sito che rientra nella sfera di influenza della cultura Halaf è quello di Mersin. Il suo strato XVI (4500-4300 ca.) presenta ceramica policroma e lustrata. Vi è anche una sorta di "fortezza", che analogamente a quanto va detto per Gerico, può essere indice di un coordinamento interfamiliare, ma non di una dirigenza o persino programmazione pubblica.[27]
- Area siro-palestinese - La zona centrale della Siria ospitò sin dalla fase neolitica il sito di Biblo, successivamente di grande rilevanza. La Palestina, a causa della sua marginalità, restò evolutivamente un po' arretrata (ad esempio, le case hanno forma circolare[N 9]), con qualche eccezione nella zona settentrionale (singolare il caso del sito di Gerico). D'altra parte, rispetto alla crisi del VI millennio, è in questa zona che si ravvisa una ripresa, forse per sovradocumentazione. Si tratta di diverse culture neolitiche ceramiche:
  - Ras Shamra, sulla costa dell'alta Siria (le cui scansioni ceramiche vengono definite in base alla sequenza stratigrafica A, B e C dello Amuq; tali fasi incontreranno la stessa crisi che chiuderà le fasi Halaf). In particolare, Amuq B, culturalmente meno sviluppata, è databile alla seconda metà del VI millennio.
  - la zona di Biblo (Beqaa, Damasco).
  - la zona alto-palestinese (Munhata, che sta nella valle del Giordano); quanto alla Palestina meridionale (Negev e deserto di Giuda), essa restò pressoché spopolata.[27]
- Zona pedemontana degli Zagros: i protagonisti del fermento delle interfacce ravvicinate si trasferirono a valle, nella piana mesopotamica.[28]
- Resto del Vicino Oriente - Ai margini, come si è visto per la Palestina, sorsero altre culture ancora fino a questo momento meno avanzate: alcune gravitavano nei pressi del Vicino Oriente, ma si attestarono su zone di sfruttamento agricolo meno ricco, come le culture dei Monti Zagros (Tepe Giyan e Dalma Tepe), la Cultura di Khirokitia a Cipro (che presenta abitazioni tonde ed è ancora aceramica). Più distanti sono altre culture neolitiche: quelle egizie del Fayyum, quelle dell'Egeo, dell'altopiano iranico (Tepe Siyalk), della Transcaucasia, dell'Asia centrale. In questa fase i limiti areali fanno sentire la loro artificiosità: affermeranno il loro senso specifico quando la cultura urbana della Bassa Mesopotamia spiccherà su sviluppi secondari e "periferici".[29]

#### Industria, allevamento e agricoltura
La ceramica, in particolare, svolse un ruolo molto importante, soprattutto per quanto riguarda l'inizio delle coltivazioni estese. La conservazione ottimale delle semenze all'interno di grandi giare di terracotta seminterrate all'interno dei magazzini era ancora di là da venire: si ricorreva ancora ai sili, spesso abbandonati perché infestati dagli insetti. La ceramica si usava piuttosto per cuocere e per consumare i cibi (e più di rado i liquidi).
Erano rari i contenitori in pietra. Diffusi dovevano essere quelli in legno e in vimini (e altrettanto le stuoie), ma sono scarsamente attestati perché molto deperibili. L'industria litica vide il progressivo abbandono degli attrezzi macrolitici del paleolitico e di quelli microlitici dell'epipaleolitico; caratteristici i resti di questa fase: punte di freccia, bulini e punteruoli per lavorare le pelli, falcetti per il taglio delle graminacee, lame per tosatura e macellazione delle bestie. Non ci sono pervenuti vari strumenti in legno che certamente saranno stati utilizzati nell'agricoltura (i manici, ad esempio).
L'allevamento si specializzò circoscrivendosi al cane (usato per la difesa e la caccia), ai caprovini (che offrono lana e latte, ma richiedono transumanza), ai suini (allevabili a breve raggio), ai bovini (che offrono latte e il cui allevamento è stanziale) e agli asini (che, oltre ad essere impiegati come animali da soma, assieme ai bovini venivano utilizzati per il lavoro).
L'economia era ormai quasi esclusivamente a base agro-pastorale. L'agricoltura era molto favorita dall'irrigazione artificiale, i semi iniziarono ad essere macinati e le tecniche di conservazione del cibo si affinarono: arrostendo il seme diminuisce la sua capacità germinativa ed è più facile togliere la gluma. Proseguì comunque, accanto alla coltivazione, l'attività di raccolta e continuarono ad essere sempre praticate caccia, pesca e raccolta di molluschi e crostacei.

#### Le forme insediamentali
Gli abitati iniziarono a diffondersi dalle zone pedemontane agli altopiani iranici e anatolici e, finalmente, giunsero a popolare la piana mesopotamica.
Le abitazioni erano sempre quadrangolari, costruite con un impasto di argilla e paglia, a blocchi o mattoni (pietra e legname erano reperibili sono in alcune zone). I villaggi erano radi e in media non erano tanto più grandi rispetto ai periodi precedenti. In genere constavano di poche famiglie allargate, a volte una sola. Dagli scavi degli insediamenti non appare una diversificazione sociale o, perlomeno, questa non sembra essere molto marcata. Gli abitati sono quasi tutti delle medesime dimensioni e struttura e, dove sono presenti differenze, esse sono minime. Si può dunque ipotizzare che il potere decisionale fosse in mano del o dei capofamiglia o degli anziani.

#### Pratiche funerarie e credenze religiose

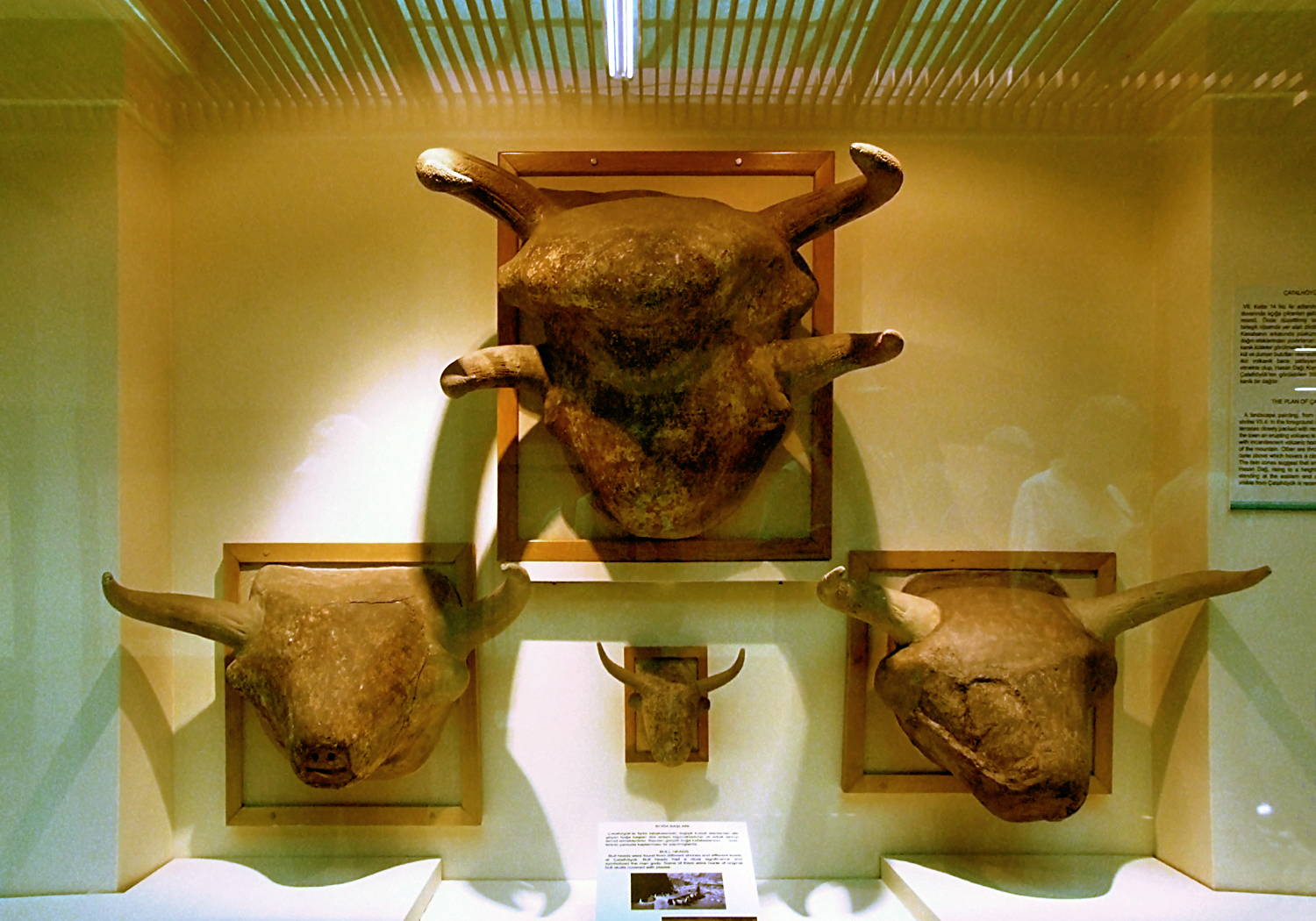
Teste di toro neolitiche a Çatalhöyük, Turchia (Museo della Civilizzazione Anatolica, Ankara)

La religiosità in questa fase si basava su due fattori distinti ma indissolubilmente legati: il culto degli avi e la fertilità, sia animale (e umana) sia vegetale.
- Il culto degli avi potrebbe essere sorto in connessione con la nascita delle strutture patriarcali. Le sepolture avevano luogo sotto il pavimento dell'abitazione e a volte poteva trattarsi di sepolture secondarie. Interessanti sono le offerte di cibo all'interno di vasi (indice della credenza della prosecuzione della vita nell'aldilà), unitamente all'uso dell'ocra rossa sul corpo del defunto (F. Fedele parla a tal proposito di "restituzione del sangue"). A volte, i teschi venivano prelevati a parte, e su essi era rimodellato in argilla il viso del defunto, con conchiglie al posto degli occhi (Gerico, V millennio a.C.). Il corredo funebre era generalmente composto (ove le possibilità del defunto lo permettevano) da recipienti di pietra o legno, da ornamenti e fibbie d'osso e da strumenti litici, spesso di ottima fattura.
- L'immagine della fertilità, invece, specchio di una vita dipendente quasi esclusivamente dai ritmi e dai cicli naturali, si trova nelle raffigurazioni fittili femminili (le veneri steatopigie, che non fanno certo né qui né ora le loro prime apparizioni) e nelle immagini animali simboleggianti riproduttività e generazione. Mario Liverani ritiene sussista la probabilità di un parallelo che gli uomini del neolitico potrebbero aver istituito tra riproduzione animale e penetrazione sessuale da un lato e riproduzione vegetale e seppellimento dei semi dall'altro, da cui potrebbe esser scaturita l'abitudine al seppellimento dei morti, in funzione ricostitutiva.

Anche per l'assenza di un'architettura cultuale specifica (assenza constatabile anche per quel che riguarda altro tipo di edifici pubblici, dal palazzo al magazzino comune), la religiosità era diffusa e gestita "in proprio", al livello familiare: Liverani parla di una "polverizzazione della funzione cultuale", il contrario insomma di una specializzazione sacerdotale.
Il sito anatolico di Çatal Hüyük (in particolare lo strato VI B, databile attorno al 5900 a.C.) ci offre un ricco quadro di vita cultuale: gli ambienti adibiti alle funzioni religiose erano direttamente collegati con le abitazioni; questo, unitamente al loro numero, farebbe pensare ad un tipo di culto privato e familiare. Erano "attrezzati" con sorte di altari e bancate ornati da teschi umani con bucrani e corna di toro, forse indice di qualche culto totemico: l'immagine del toro si trova anche dipinta sulle pareti, che erano abbellite da becchi di avvoltoio e nicchie.

#### Rapporti tra comunità: guerra, lingua e gerarchie
L'intensità dell'insediamento è nel segno della "rarefazione": la "colonizzazione" neolitica lascia ampi spazi residuali, dedicati alla caccia e alla raccolta. Si ipotizza una bassa conflittualità tra le comunità: anche sul piano archeologico, le armi pervenuteci non denotano una differenziazione tipologica tra caccia e guerra. Di pari passo va lo scarso peso che, nel contesto della comunità, ha il ruolo della "dirigenza politica e cultuale" che, al limite, forse non esisteva ancora come tale. Le uniche differenziazioni che si è in grado di istituire tra le diverse comunità sono di tipo culturale: le differenze "ecologicamente immotivate" riguardano la decorazione della ceramica.
Del linguaggio nulla si sa, me si presume una certa differenziazione e corrispondenza areale alla fase storica. La corrispondenza tra cultura, lingua e ethnos fu forse maggiore in questa fase seminale, mentre in epoca storica finì per essere nulla o irrilevante e, al limite, fuorviante.
Progressivamente, però, si affermò una certa centralizzazione di poteri e funzioni, via via che le comunità si allargavano. In questo senso, significative sono le differenze tra l'Alta e la Bassa Mesopotamia. La meridionale Cultura di Ubaid è caratterizzata dalla presenza di abitazioni in qualche modo speciali, sia per forma che per dimensioni. È probabile che il formarsi di queste élite sia da mettere in relazione con il controllo delle risorse agricole. È cioè ipotizzabile che via via alcune famiglie abbiano ottenuto il controllo degli ammassi, fisicamente posti al centro del villaggio. Al contrario, la settentrionale Cultura di Halaf mostra una maggiore omogeneità sociale e quando, nella seconda metà del VI millennio a.C., la Cultura di Ubaid si diffuse al nord, soppiantando la Cultura di Halaf, giunsero al nord anche questi modelli sociali. Queste nuove élite si manifestano archeologicamente nella richiesta di esotici beni di lusso. Sarà comunque solo nel Tardo Ubaid che questa egemonia agricola e commerciale si manifesterà pienamente.

#### Il commercio
Quanto al commercio, come detto, la tecnologia neolitica non era in grado di supportare trasporti di materiali ingombranti o di cibi. Venivano commerciati materiali preziosi (nelle proporzioni dell'epoca). È stato possibile ricostruire per grandi linee il commercio dell'ossidiana, a motivo della diversa composizione chimica che ha a seconda del luogo di provenienza (diverse quantità di bario e zirconio): ossidiane ad alta concentrazione di bario e bassa di zirconio muovevano dalla zona di Agigöl e Çiftlik (in Anatolia) e coprivano la domanda nella zona del Tauro. Con composizioni inverse, ossidiane muovevano, passando per Buqros (sull'Eufrate, all'altezza del Khabur), dai pressi del Lago Van (da Nemrut Dagh) fino a Beidha (a sud del Mar Morto). Sempre da Nemrut Dagh partivano ossidiane per la bassa Mesopotamia (Tepe Guran, Ali Kosh, Ubaid). Dall'isola di Melo arrivavano ossidiane in Anatolia (Hagilar).

#### La crisi del VI millennio
Nella prima metà del VI millennio incontriamo una fase di arresto o di crisi, segnata dal diminuire sensibile dei dati archeologici (crisi forse imputabile ad un periodo di siccità, conseguente al cambiamento climatico avvenuto intorno al 10.000 e che portò un innalzamento della temperatura).

## Calcolitico

### Verso la rivoluzione urbana
| Schema cronologico del calcolitico del Vicino Oriente | Schema cronologico del calcolitico del Vicino Oriente | Schema cronologico del calcolitico del Vicino Oriente | Schema cronologico del calcolitico del Vicino Oriente | Schema cronologico del calcolitico del Vicino Oriente | Schema cronologico del calcolitico del Vicino Oriente |
| 4500                                                  | Mesopotamia                                           | Mesopotamia                                           | Khūzestān                                             | Siria                                                 | Anatolia                                              |
| 4500                                                  | Sud                                                   | Nord                                                  | Khūzestān                                             | Siria                                                 | Anatolia                                              |
| ----------------------------------------------------- | ----------------------------------------------------- | ----------------------------------------------------- | ----------------------------------------------------- | ----------------------------------------------------- | ----------------------------------------------------- |
| 4000                                                  | Ubaid antico (=Ubaid 3) Eridu 11-9                    | Ninive 3 Gawra 17-14                                  | Susiana C Mehmeh                                      | Amuq D                                                | Mersina 16                                            |
| 3500                                                  | Ubaid tardo (=Ubaid 4) Eridu 8-6 Uruk 18-15           | Ninive 3 Gawra 13-12                                  | Bayat Susa A                                          | Amuq E                                                | Mersina 15                                            |

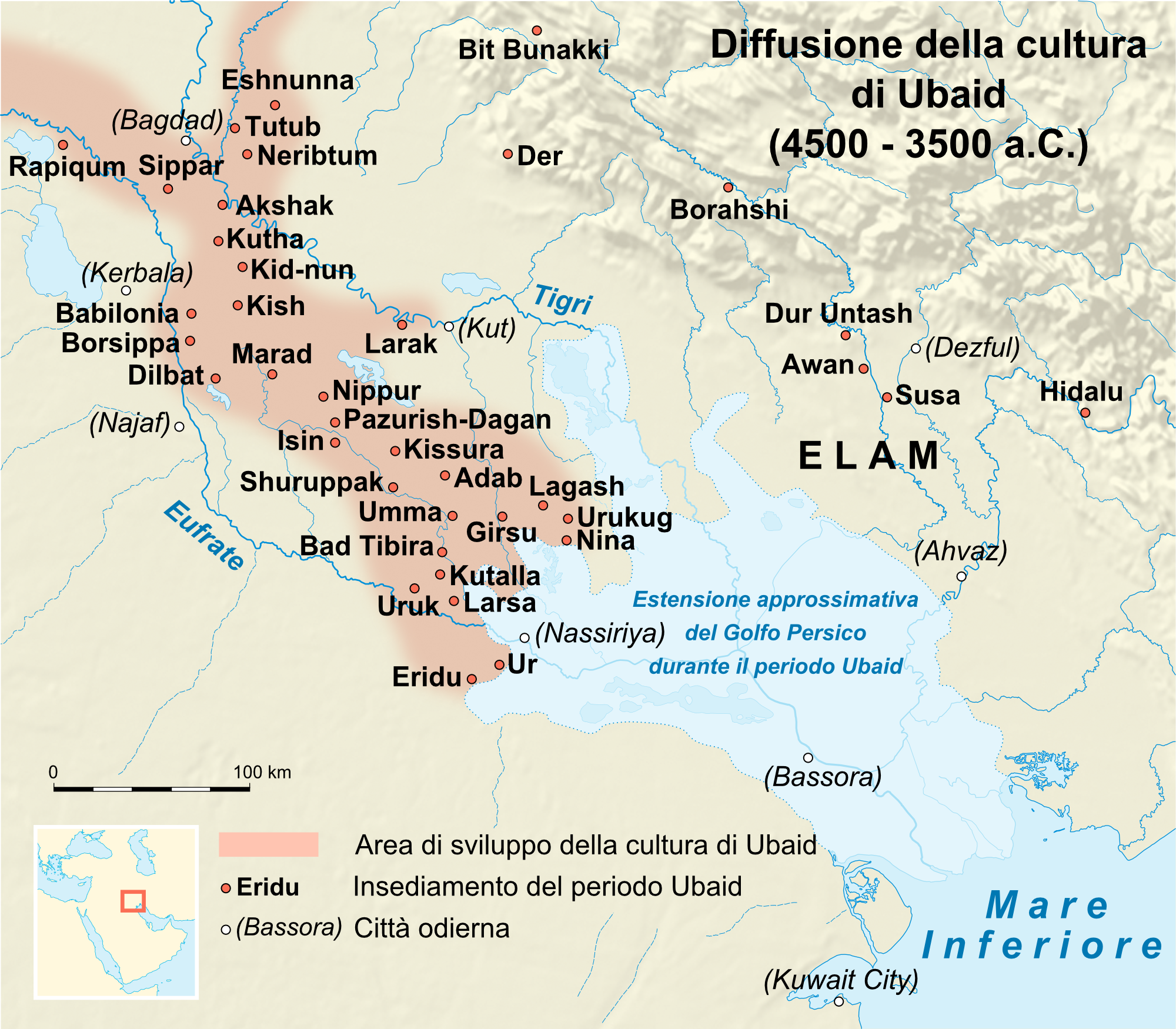
Estensione approssimativa della Cultura di Ubaid, nei periodi "classico" e "tardo"

Negli strati 17-15 del sito di Eridu (5000 a.C. ca.) sono state rintracciate le prime avvisaglie di un cambio nell'assetto sociale che prelude al passaggio dalla fase protostorica a quella propriamente storica: tali avvisaglie consistono in edifici di piccole dimensioni, la cui particolarità, secondo l'interpretazione degli storici, sta nel fatto di essere dedicati solo al culto; in effetti, più che di templi si tratta di "piccole cappelle", ma il passaggio è significativo, come risulta evidente dal confronto con il culto domestico in opera a Çatalhöyük: questa scansione diventa elemento distintivo della Cultura di Ubaid (e in essa i templi acquistano peraltro dimensioni maggiori). Nelle culture della Bassa Mesopotamia, è probabile che i templi del tardo III millennio si trovassero negli stessi siti di questi edifici speciali, i quali forse, in origine, rappresentarono tanto luoghi di culto quanto centro di raccolta e distribuzione dei prodotti agricoli. In alcuni strati di Eridu sono poi presenti masse di ossa di pesce, interpretabili come offerte alle divinità.
La Cultura di Ubaid segna un'importante scansione cronologica: il suo inizio corrisponde all'inizio del Calcolitico. Tale cultura è cronologicamente assai consistente: durò infatti circa mille anni; una fase "classica" va collocata all'incirca nel 4500-4000 a.C. e una fase "tarda" tra il 4000 e il 3500 a.C. Nelle sue fasi iniziali, l'areale della Cultura di Ubaid era lo stesso delle culture di Eridu e di Haggi Muhammad.
In questa fase si assiste ad una prima sistemazione dell'alluvio: si scavarono canali che servivano sia a portare l'acqua dove non c'era, sia a drenarla lì dove era troppo abbondante (in particolare, le zone acquitrinose più a valle, cioè la zona del delta e le paludi meridionali). I manufatti-guida di Ubaid sono la ceramica e un falcetto di terracotta (strumento molto più economico dell'omologo in selce): l'attività agricola si configurò, a questo punto, come attività di massa.
Nel sito di Eridu è possibile seguire lo sviluppo dell'architettura templare nelle riedificazioni che si sono succedute: dopo una fase seminale, è negli strati 11-8 (corrispondenti alla fase classica di Ubaid) che si sviluppa il tipico tempio con cella centrale e i corpi laterali minori che sopravanzano. Nella fase tarda di Ubaid (strati 7-6) questo standard si sviluppò ulteriormente; i templi erano in questa fase caratterizzati da:
- ambiente centrale tripartito
- muri esterni contraddistinti da un alternarsi di piani che avanzano e rientrano
- cella centrale allungata con corpi minori ai lati (come già prima)
- accesso laterale, cui ci si appressava attraverso una scala che supera in altezza il basamento su cui poggia la struttura[46][47][48][49]

Si tratta, già in questa fase, di edifici di grande imponenza: 20 metri per 12 circa. Lo scarto (materiale e funzionale) è tale da far pensare che l'organizzazione economico-politica dell'epoca avesse virato con decisione verso una centralizzazione in chiave cultuale e ciò sotto diversi rispetti:

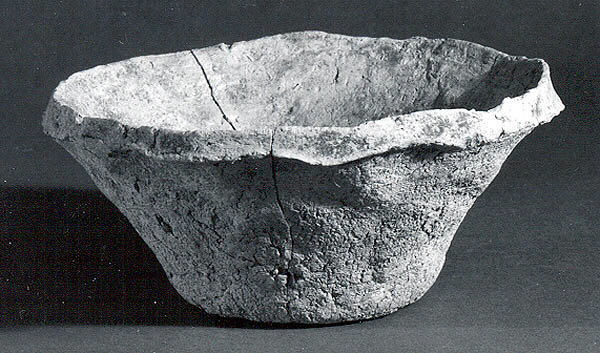
Un esemplare di bevelled-rim bowl

- lo sforzo edificatorio era collettivo;
- le offerte venivano centralizzate al tempio, intesa come struttura-fulcro;
- il culto era un'attività coordinata a livello comunitario;
- si può ipotizzare che il sacerdozio fosse di stampo professionale.

Il tempio del livello 7 di Eridu diverrà il tipo fondamentale dei templi mesopotamici per tremila anni.
È significativa la presenza nei livelli Ubaid di Eridu di manufatti di pregio, che fanno pensare ad un vero e proprio commercio in opera. Sempre maggiore è il numero di ricchezze collocate in posizioni non funzionali, "ma invece gravidi di significati simbolici". Ancora, significative sono le differenze nei corredi funerari, che mostrano un principio di stratificazione sociale. A ciò si aggiunga il fatto che si incominciò a lavorare ad una produzione "seriale": mentre la ceramica dell'Ubaid classico è pregiata (con pareti assai sottili), quella dell'Ubaid tardo è tecnicamente inferiore e suppone una fabbricazione più frettolosa, con utilizzo del tornio, con cotture diseguali, con decorazioni meno pregevoli. Con il successivo periodo di Uruk antico, questa tendenza sarà ancora più vigorosa e la produzione sarà interamente "in serie". Si tratta delle cosiddette bevelled-rim bowls ('scodelle a bordo tagliato di sbieco').
Verso la fine del calcolitico, alla fine del IV millennio a.C., la Siria-Palestina sperimentò una fragile esperienza protourbana con il sito di Giawa, nell'odierna Giordania.

## Bronzo antico

### La Rivoluzione urbana

#### Perché in Bassa Mesopotamia?
| Schema cronologico della rivoluzione urbana |                                       |                                                   |                                                           |                           |                                               |
| 3500                                        | Bassa Mesopotamia                     | Alta Mesopotamia                                  | Iran occidentale                                          | Siria                     | Anatolia orientale                            |
| 3200                                        | antico Uruk 14-9 Eridu 5-4            | Gawra 11-10                                       | Khuzistan: Susa B Zagros: Godin 7 Fars: antico Banesh     | Amuq F Hama K             | Malatya 7                                     |
| 3000                                        | tardo Uruk 8-4 Eridu 3-2 Nippur 16-15 | Gawra 9 Ninive 4 Tell Brak ("tempio dell'occhio") | Khuzistan: tipo Uruk Zagros: Godin 5-6 Fars: medio Banesh | Habuba Kebira Gebel Aruda | Malatya 6A Hassek Kurban Hüyük 6 Mersin 14-13 |
| 2900                                        | Gemdet Nasr Uruk 3 Nippur 14-12       | Gawra 8 Ninive 5                                  | Khuzistan: Susa C Zagros: Godin 4 Fars: tardo Banesh      | Amuq G Hama K             | Malatya 6B Kurban Hüyük 5 Mersin 12           |

È ampiamente dibattuto il primato di "prima città della storia". Con certezza si può affermare che il "salto" avvenne nella Bassa Mesopotamia, innanzitutto nel periodo di Ubaid, cui seguì il periodo di Uruk (dal 4000 a 3100 a.C. ca.), che si estese dal calcolitico protostorico al Bronzo antico. Definito così dalla città di Uruk, questo periodo vide emergere in Mesopotamia la vita urbana, che assumerà piena consistenza con la civiltà sumera.
In questa fase chiave della storia umana avvenne, pur con la gradualità del caso, un "salto" che risultò dirompente, almeno in rapporto alla stabilità dello sviluppo sociale dei consessi umani fino ad allora: fu un salto fondamentalmente organizzativo, reso possibile dal sensibile aumento della produzione agricola nell'enorme "nicchia" ecologica della Bassa Mesopotamia. Il nuovo margine di eccedenze alimentari consentì di sostentare un artigianato specializzato, coordinato da un polo decisionale (il polo templare-palatino). Il fenomeno fu troppo rapido perché lo si spieghi con una impennata demografica. Può essere che vi sia stato un complessivo fenomeno di sedentarizzazione di popolazione seminomade, prima invisibile alla ricerca archeologica, o l'ingresso di nuove popolazioni da altre aree.
La crescita degli insediamenti, in numero e grandezza, avvenne inizialmente nel Periodo di Ubaid. In questa fase, si assisté anche ad una differenziazione tra i vari centri, che suggerisce la possibilità di una gerarchia tra centri. All'inizio del IV millennio a.C., con il Periodo di Uruk, gli insediamenti si diffusero capillarmente in tutto il Vicino Oriente, con differenze tra nord e sud. Nell'Alta Mesopotamia, infatti, i centri maggiori erano solitamente circondati da villaggi minori, inglobati poi dal centro maggiore, come per Tell Brak, e il territorio presentava una certa distanza tra centro e centro. Nella Bassa Mesopotamia, invece, le zone rurali erano più densamente abitate. Nel primo Periodo di Uruk, la quantità di abitanti era pressoché la stessa nella Bassa Mesopotamia e nella Mesopotamia centrale, ma mentre nella Mesopotamia centrale vi erano tre centri che misuravano tra i 30 e i 50 ettari, nella Bassa Mesopotamia c'era un solo centro maggiore, che misurava circa 70 ettari, Uruk.
Il culmine della "rivoluzione urbana" della Bassa Mesopotamia va collocato tra il 3500 e il 3200 a.C. Per cercare di abbozzare una risposta alla domanda «Perché accadde dove accadde?», si può osservare che, se le fitte interfacce della zona pedemontana avevano favorito la sperimentazione di diverse tecniche nel neolitico, quando l'uomo dilagò sulla pianura dell'alluvio, si trovò di fronte ad una nicchia ecologica di grandi dimensioni, promettente sul piano della produzione alimentare, ma inadatta in sé stessa. Tigri ed Eufrate assicuravano abbondanza d'acqua, ma essa doveva essere gestita accortamente, condotta e indirizzata. Per sua natura, il paesaggio prossimo al delta è acquitrinoso, soggetto alle piene dei due fiumi, e i terreni necessitano drenaggio. A ciò si aggiunga la lontananza delle materie prime: la Mesopotamia è terra di asfalto e canne; le mancano i metalli, le pietre dure, il legname.
Si rese insomma necessario un immenso lavoro materiale per condurre e forzare il paesaggio alle caratteristiche desiderate, in modo da approfittare dell'enorme capacità produttiva (i rendimenti della cerealicoltura erano decisamente più promettenti di quelli del pedemontano, che portava e porterà avanti una agricoltura non irrigua, soggetta cioè ai capricci delle precipitazioni) e del trasporto fluviale, decisamente più economico di quello via terra. Per questo, nel periodo della prima neolitizzazione, la Mesopotamia è lontana dai fulcri dello sviluppo tecnologico e insediamentale. Tra calcolitico ed età del bronzo, essa diventò invece il polo che sarà poi per tremila anni. È possibile che a favorire la sistemazione dell'ambiente secondo le esigenze umane abbia concorso il ritrarsi delle acque, in particolare per l'ammassarsi dei sedimenti nella zona del delta. Nella fase della Cultura di Ubaid, si assisté ad una sistemazione ancora locale, mentre verso la metà del IV millennio essa assunse proporzioni cantonali.
Nella seconda metà del IV millennio, l'incremento della popolazione sedentaria nella Babilonia centrale si arrestò, mentre nel sud vi fu un incremento significativo del territorio occupato da insediamenti stabili. Uruk in questa fase era ormai cresciuta fino a raggiungere i 250 ettari e sembra che attraesse immigrati dall'Alta Mesopotamia e dall'altopiano iranico. Mentre nel Vicino Oriente preistorico i rapporti intracomunitari erano connotati dall'assenza di forti disparità (con quasi tutti gli abitanti impegnati nel lavoro agricolo), a Uruk tali disparità presero un deciso accento, come si può vedere dalle diverse dimensioni di alcune abitazioni e dalla diversa ricchezza dei corredi funerari. Al formarsi di élite si accompagnò una sempre più precisa specializzazione delle funzioni e delle attività economiche.

#### Il rapporto città-campagna

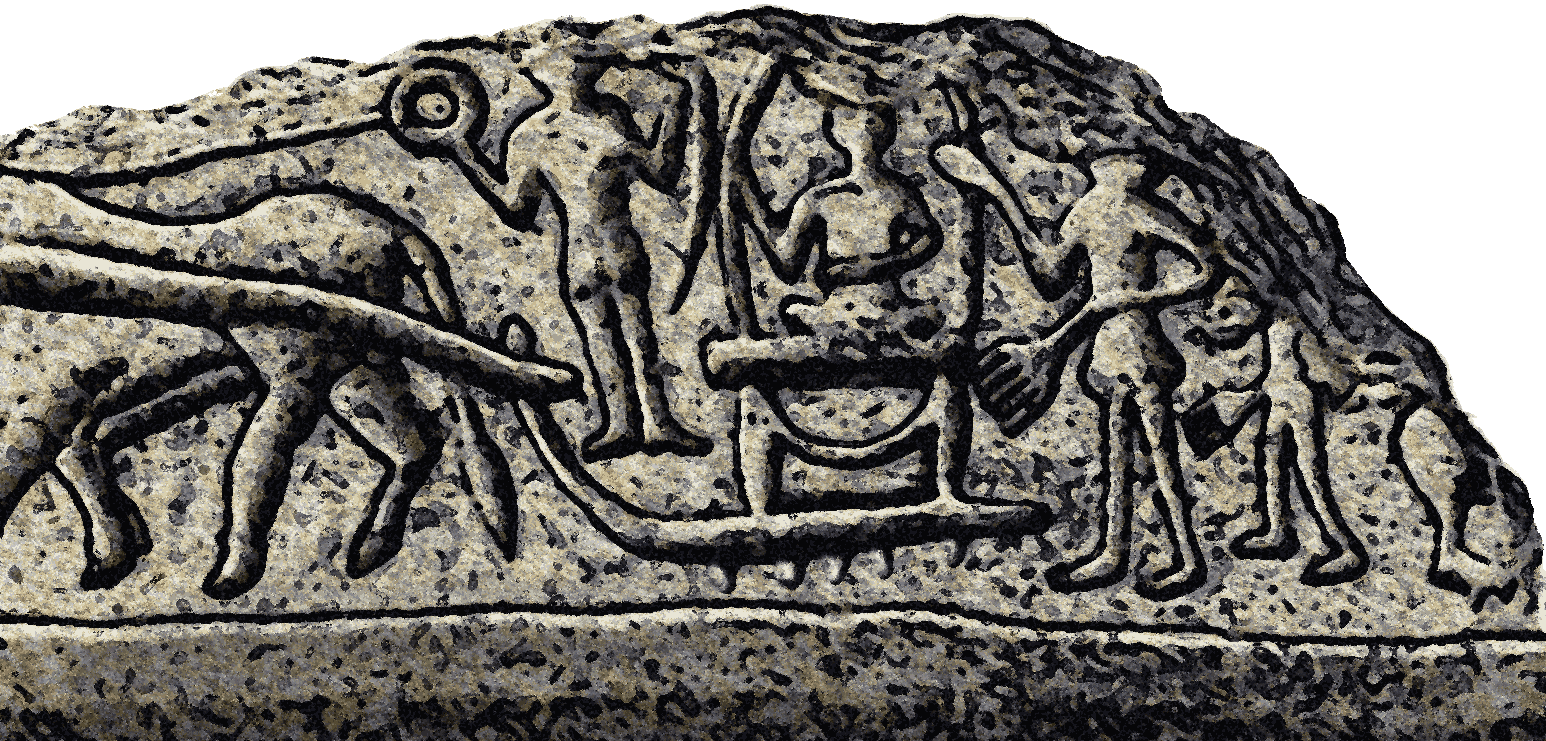
Frammento di sigillo cilindrico (da Arslantepe, Anatolia, IV millennio a.C.), raffigurante la trebbiatura

Come scrive Liverani, "Il «salto» organizzativo consiste nel sistematizzare la separazione tra produzione primaria di cibo e tecniche specialistiche, e nel polarizzare questa separazione concentrando gli specialisti in alcuni centri più grandi, proto-urbani, e lasciando disperso nei villaggi di campagna il compito della produzione di cibo". Si configurò teoricamente un rapporto complementare tra città e campagna, ma di fatto si sviluppò fin dall'inizio una gerarchizzazione: gli specialisti, dediti ad attività che non producono cibo, erano sostenuti dai coltivatori diretti: i primi guadagnarono ben presto un maggiore prestigio sociale, in quanto depositari di tecniche più raffinate, almeno al paragone delle tecniche agricole, "banali" e diffuse (erano infatti esercitate da almeno l'80% della popolazione).
"Gli specialisti sono inoltre più «a valle» nella catena produttiva, in posizione più favorevole per ritagliarsi percentuali privilegiate di cibo (e in generale di reddito), e per influenzare le scelte strategiche". I compiti organizzativi e cerimoniali, tesi entrambi a garantire la coesione sociale, erano un tempo assolti dai capi-famiglia: in questa fase diventarono un compito specializzato, secondo la polarizzazione re/sacerdozio. "In questo meccanismo la solidarietà non è più cumulativa ed opzionale", scrive ancora Liverani: "Nel sistema specialistico ed urbano la solidarietà diventa organica e necessaria".
Adolph Leo Oppenheim ha chiamato "grandi organizzazioni" i templi e i palazzi che assunsero i caratteri di "poli decisionali". La presenza fisica delle opere architettoniche che ospitavano questi poli distingue le città dai villaggi, anche perché questi edifici erano concretamente associati alle attività produttive: accanto ad essi stavano botteghe, archivi, magazzini e uffici, quindi anche sul piano strettamente logistico l'attività economica era evidentemente gestita dalle grandi organizzazioni.
Le comunità di villaggio gestivano informalmente lo stato giuridico dei terreni, nel senso che essi appartenevano direttamente alle famiglie impegnate a lavorarli. L'ereditarietà del possesso garantiva un'implicita "inalienabilità della proprietà fondiaria". I pascoli venivano gestiti dal villaggio nel suo complesso. La rivoluzione urbana significò anche uno stravolgimento di questo impianto: le terre appartenevano ai contadini "liberi" o al polo tempio/palazzo, e progressivamente sempre più a quest'ultimo, sia a motivo della graduale colonizzazione, sia per via di acquisizioni contrattate. Le terre dello Stato venivano gestite in due modi: affidate al lavoro di manodopera servile o "lottizzate e assegnate in usufrutto" ai dipendenti statali. Ai contadini "liberi" spettava una sorta di "decima" (o comunque una quota approssimativamente di quella entità) da devolvere allo Stato.

#### L'agricoltura
Oltre alle grandi canalizzazioni, un ruolo importante per la definizione di nuovi e più ricchi margini di eccedenze alimentari è da attribuire all'apin, l'aratro-seminatore, sulla cui funzionalità vennero modellati campi lunghi e stretti, che confinavano dal lato corto con i canali. La progressiva sistematizzazione delle isole irrigue e l'uso dell'apin portarono la cerealicoltura a rendimenti fino ad allora sconosciuti, pari a rapporti di 1 a 30 tra semente e raccolto.
Si assisté anche ad una nuova gerarchia insediamentale, giocata su due o tre livelli: da un lato i piccoli villaggi, impegnati nell'attività agro-pastorale, e dall'altro le città, "che concentrano le attività di trasformazione, scambio e servizi". Il terzo livello è costituito da "centri intermedi, che ospitano funzioni urbane decentrate". Il paesaggio, intervallato da insediamenti di uno dei tre tipi, è per lo più quello degli acquitrini e della steppa arida: questi "spazi interstiziali" sul piano politico permettevano una facile individuazione dei fulcri funzionali, mentre sul piano economico permettevano uno sfruttamento differenziato di risorse "marginali ma importanti" per l'allevamento, la raccolta, la pesca.
Sul piano demografico, è attestata una rapida crescita, che in passato è stata spesso attribuita a movimenti migratori, ma che va invece attribuita allo sviluppo interno, supportato dall'implementazione delle tecniche agricole.

#### Opere difensive
La concentrazione di beni nelle città rese sempre più pressante il problema della sicurezza, tanto che non si esitò a investire una quota non indifferente di giornate lavorative nell'edificazione di mura. I beni derivavano da un commercio che era ormai di ampia portata e consistevano di oggetti preziosi, oltre che dell'accumulo delle eccedenze alimentari, senza contare il patrimonio tecnologico detenuto dagli artigiani specializzati e il patrimonio politico-ideologico che si concretava nell'edificazione di aree templari con i loro arredi. I villaggi contenevano un'unica ricchezza, la popolazione dei braccianti, i quali, in caso di pericolo, non si asserragliavano dentro le mura ma si davano alla fuga: gli edifici dei villaggi, la cui edificazione comportava scarso impegno tecnologico, potevano ben essere abbandonati, mentre ciò non valeva ovviamente per le città, che delineavano una forte e ben visibile opposizione tra interno ed esterno.

#### Libertà e servitù
Nel tempo, si delineò con nettezza una dicotomia di status tra gli artigiani specializzati e i coltivatori diretti. I primi lavoravano utilizzando mezzi di produzione che appartenevano al palazzo o al tempio: il loro lavoro era compensato dalle razioni di cibo o dall'assegnazione di terre. Questi specialisti erano dunque un'élite, ma d'altra parte erano "giuridicamente ed economicamente «servi» del re (o del dio), [...] fruitori diretti del meccanismo redistributivo". I coltivatori diretti erano invece liberi nella misura in cui possedevano i mezzi di produzione con cui soddisfacevano i propri bisogni alimentari, ma le eccedenze erano dovute allo Stato, per cui essi erano "parte del meccanismo redistributivo piuttosto nel momento del prelievo che non in quello del ritorno".
Liverani osserva che questa complementarità teorica tra città e campagna, oltre ad essere attenuata dallo scarso prestigio dei coltivatori, venne ulteriormente inficiata dal fatto che l'aspetto redistributivo del processo era spesso aleatorio, concentrato nella propaganda, nell'amministrazione del culto, rivelandosi di natura fondamentalmente ideologica, carente anche nell'aspetto basico della difesa delle terre e della sicurezza degli insediamenti extraurbani. In sostanza, "il momento di più evidente ed efficace ricaduta dell'organizzazione centrale sulle campagne è dato dallo scavo dei canali". Nel periodo proto-dinastico, le comunità di villaggio si troveranno sempre più nella condizione di dover vendere la terra all'organizzazione centrale (il tempio).

### La crisi della prima urbanizzazione
La Cultura di Uruk nella sua fase più tarda (strato III dell'Eanna) sembra patire una fortissima quanto repentina contrazione: alcune colonie semplicemente scomparvero (come nel caso di Habuba Kebira); lo strato corrispondente di Malatya, in Anatolia, restituisce un ritorno all'insediamento di villaggio (successivo alle grandi edificazioni precedenti), che sembra attestare la sparizione di un coordinamento politico-amministrativo centrale. Le ragioni di questa crisi non sono del tutto chiare: Liverani ipotizza una questione di rendimento dei raccolti, più contratto fuori dell'alluvio. Nell'Alta Mesopotamia, alla crisi successe una regionalizzazione che sostituì l'omogeneità determinata dalla prima urbanizzazione, quella relativa agli insediamenti tipo-Ubaid. Anche l'interpretazione delle varie culture regionali del Nord resta problematica. In generale, comunque, si assiste ad un riemergere di elementi indigeni. Nella Bassa Mesopotamia, al periodo di Uruk seguì il cosiddetto Periodo di Gemdet Nasr, che prende il nome da Gemdet Nasr, un sito nei pressi di Kish: tale fase corrisponde a Uruk 3 e complessivamente si parla di una fase "proto-letterata". Si tratta, almeno nel sud, di una fase ancora espansiva (tanto sul piano demografico quanto sul piano economico), pur nel quadro della complessiva regionalizzazione. Ad essa seguì una fase detta Proto-Dinastico I, caratterizzata da forte contrazione e crisi.
In Susiana, immigrati dagli Zagros sembrano prendere il potere a Susa, dando vita ad una conformazione statale paragonabile a quella della Bassa Mesopotamia. È il cosiddetto Periodo proto-elamico, così definito perché ritenuto anticipatore della cultura elamica successiva. La cultura proto-elamica, pur mantenendo alcune tradizioni della Cultura di Uruk, sviluppò una propria scrittura (la scrittura proto-elamica), che fu poi usata per circa due secoli ed ebbe un vasto raggio di influenza (tavolette in proto-elamico sono state rintracciate a circa 1200 chilometri da Susa).
L'abbandono di pratiche di registrazione contabile al nord e il formarsi di una scrittura indipendente in Susiana sono forti indicatori della crisi di Uruk. Le tavolette del tipo di Uruk IV sono state rinvenute solo ad Uruk (livello IVa).
Nel Periodo di Gemdet Nasr, Uruk rimase un centro importante, ma attorno ad essa si svilupparono altri centri. Anche se i contatti ad ampio raggio delle epoche passate decaddero, fu in questa fase che alcune zone rimaste al margine della prima urbanizzazione furono interessate dal fenomeno, ad esempio la valle della Diyala. Sono peraltro attestati contatti diretti con la costa del Golfo Persico.

### Il periodo proto-dinastico
Con il cosiddetto "periodo proto-dinastico" (III millennio a.C.) si chiuse in Mesopotamia la fase protostorica locale: è con il Proto-Dinastico che le vicende umane sono per la prima volta analizzabili non solo attraverso la documentazione archeologica, ma anche attraverso l'eccezionale novità della documentazione testuale degli archivi amministrativi. Il Proto-Dinastico I fu una fase recessiva, ma rappresentò una parentesi rispetto al periodo di grande sviluppo che caratterizzò le fasi II e III.
| Periodo Proto-Dinastico in Mesopotamia | Periodo Proto-Dinastico in Mesopotamia | Periodo Proto-Dinastico in Mesopotamia |
| -------------------------------------- | -------------------------------------- | -------------------------------------- |
| Proto-Dinastico I                      |                                        | 2900-2750 ca.                          |
| Proto-Dinastico II                     |                                        | 2750-2600 ca.                          |
| Proto-Dinastico III                    | a                                      | 2600-2450 ca.                          |
| Proto-Dinastico III                    | b                                      | 2450-2350 ca.                          |

Rispetto al precedente Periodo di Uruk, che vedeva il centro di Uruk relativamente isolato a dominare la scena, il periodo proto-dinastico (in particolare nelle fasi II e III) si distingue per la presenza in Sumer di diversi centri di uguale importanza, caratterizzabili come città-stato (quindi Stati di dimensioni "cantonali"): tra queste, la stessa Uruk, Ur ed Eridu nel sud, Lagash e Umma sul Tigri, Adab, Shuruppak e Nippur nella zona centrale, Kish a nord ed Eshnunna nell'estremo nord. Le principali direttive dell'espansione sumera in questa fase furono Mari e Assur. Coinvolti in questo sistema culturale e commerciale, pur non essendo sumerici, erano anche Khamazi (alle pendici dei Monti Zagros, ma mai esattamente localizzata) e Susa, ma i rapporti furono intensi anche con località che già da tempo erano in relazione con l'alluvio e cioè il Golfo Persico, l'altopiano iranico, il sud-est anatolico, la Siria.